# Kaposi Sándor
Kaposi Sándor (Budapest, 1920 – 1998. február) magyar nemzetközi labdarúgó-játékvezető, ellenőr. Születési neve: Kotroba Sándor. A MÁV nyugállományú főfelügyelője, reklámszínész és statiszta. Az ő izmos nyakán szerepel a rendszerváltozás szimbólumává vált Tovaris konyec feliratú plakát. Hobbija: a madarak - galamb és pintyfélék - tenyésztése.

## Pályafutása

### Labdarúgóként
A labdarúgást fiatalon ismerte meg. Nem volt kiemelkedő tudású kapus, de képességei alapján az élvonalba tartozott. Ifjúsági válogatott labdarúgókapus, NB I-es labdarúgó. Pályafutásának eredményesebb állomásai a Debreceni VSC és az MTK volt. Kitűnő volt a labdafogása, rendkívül ruganyos volt, jól helyezkedett és a reflexei is rendben voltak. Sokat adott a külsőségekre, szeretett vetődni, a levegőbe rugaszkodni, látványos, de egyben kockázatos labdaszerzéseket végezni. Labdarúgó pályafutásának végén a Budapesti Szpartakuszban védett.

### Labdarúgó-játékvezetőként

#### Nemzeti játékvezetés
A Spartakuszban egy alkalommal Barna Béla a Játékvezető Testület (JT) vezetője tartott előadást a szabályokról és a különleges esetekről. A feltett kérdésekre Kaposi adta a legjobb válaszokat. Az előadás végén felkérte, hogy tegyen játékvezetői vizsgát.[forrás?] A játékvezetésből 1952-ben vizsgázott, 1957-ben lett NB I-es játékvezető. Az aktív nemzeti játékvezetéstől 1970-ben vonult vissza.
A világon is kivételes sportemberként tevékenykedett, NB I-es labdarúgó-játékvezetésen kívül, NB I-es kézilabda-játékvezető is volt. Hazánkban rajta kívül, Müncz György játékvezető volt hasonló helyzetben, ő NB I-es jégkorong-játékvezetőként I. osztályú bajnoki mérkőzéseken működött közre. Vezetett NB I-es mérkőzések száma: 94.
| Időpont            | Helyszín                       | Mérkőzés típusa         | Mérkőzés                        | Eredmény |
| ------------------ | ------------------------------ | ----------------------- | ------------------------------- | -------- |
| 1957. december 8.  | DVTK-stadion, Diósgyőr         | első bajnoki mérkőzés   | Diósgyőri VTK–Komlói Bányász SK | 3 – 1    |
| 1970. november 28. | Sóstói Stadion, Székesfehérvár | utolsó bajnoki mérkőzés | Videoton FC–Csepel SC           | 0 – 0    |

#### Nemzetközi játékvezetés
A Magyar Labdarúgó-szövetség Játékvezető Bizottsága (JB) terjesztette fel nemzetközi játékvezetőnek, a Nemzetközi Labdarúgó-szövetség (FIFA) 1959-től tartotta nyilván bírói keretében. Több nemzetek közötti válogatott és klubmérkőzést vezetett, vagy működő társának partbíróként segített. Az aktív nemzetközi játékvezetéstől 1960-ban búcsúzott.

##### Nemzetközi kupamérkőzések
Vásárvárosok kupája
| Időpont           | Helyszín                       | Mérkőzés típusa         | Mérkőzés                     | Eredmény | Nézők száma |
| ----------------- | ------------------------------ | ----------------------- | ---------------------------- | -------- | ----------- |
| 1967. október 28. | Crvena zvezda Stadion, Belgrád | selejtező (2. mérkőzés) | FK Crvena zvezda–Valencia CF | 1 – 2    | 65 000      |
| 1967. november 1. | Karađorđe Stadion, Újvidék     | selejtező (2. mérkőzés) | FK Vojvodina–VfB Leipzig     | 0 – 0    |             |

## Sportvezetői pályafutása
1959-ben az Országos Testnevelési és Sportbizottság Játékvezető Tanácsánál Háznagy feladatokat látott el. Volt edző, de a játékvezetéssel összeférhetetlen volt, ezért fel kellett adnia. Aktív pályafutását befejezve az MLSZ Játékvezető Bizottság-Játékvezető Testület felkérésére országos ellenőrként tevékenykedett. Nyugállományú sportemberként 1994-ben játékvezetői vándordíjat alapított, a Kaposi-díjat, amit első alkalommal Hartmann Lajos érdemelt ki.

## Sikerei, díjai
1971-ben az MLSZ, az 50. életévét betöltő, az aktív játékvezetői szolgálatot befejező sportembert, elismeréseként tárgyjutalomba részesítette.

## Családi állapot
Felnőtt játékos, majd játékvezetői pályafutását végigkísérte felesége, Edit. Lányuk, Edit a Fő utcai általános iskola magasugrója és a BVSC vívó szakosztályának tagja. Közvetlen családja sokszor elkísérte útjaira, de az elválást követően rendszeresen elhagyták a stadion területét, mert a nézői bekiabálásokat nem bírták elviselni. Amikor vége lett a mérkőzésnek, csendben visszatértek a játékvezetői öltöző közelébe. Kaposival szemben az általános nézőtéri bekiabálásokon túl soha nem volt semmilyen atrocitása, Editék úgy gondolták, hogy jobb félni, mint megijedni.

## Külső hivatkozások
- Kaposi Sándor. World Referee. [2016. március 4-i dátummal az eredetiből archiválva]. (Hozzáférés: 2013. május 10.)
- Kaposi Sándor. footballzz.com. (Hozzáférés: 2013. május 10.)